# Little Nemo: The Dream Master
Little Nemo: The Dream Master is een videospel voor het platform Nintendo Entertainment System. Het spel werd uitgebracht in 1990. 